# 瓦列里·赛金
瓦列里·季莫费耶维奇·赛金（羅馬化：Valeriy Timofeyevich Saykin；1937年8月3日—2024年6月8日），蘇聯政治家，从1986年至1990年一直担任莫斯科市长一职。2024年6月8日去世，享年86岁。

## 生平[2][3]
賽金1937 年出生於莫斯科。 
1956年畢業於汽車機械學院，1964年畢業於蘇聯函授機械工程學院機械與鑄造技術專業，1966年加入蘇共。
自1981年起，賽金擔任利哈喬夫汽車廠（PA ZIL）第一任副總經理，1982年至1986年擔任該企業總經理。
1986年，在時任蘇共莫斯科市委會第一書記葉爾欽的倡議下，賽金當選為莫斯科市執行委員會主席。
1990年起任俄羅斯聯邦部長會議副主席。 
1991年競選莫斯科市長並獲得第二名。他回到 ZIL 生產協會擔任副總經理。 
1986年至1990年任蘇共中央委員。 
1999-2003年曾擔任俄罗斯联邦國家杜馬代表。
瓦列里·提摩菲耶維奇·賽金於1986年1月8日被總書記戈巴契夫任命為蘇共莫斯科市委書記兼莫斯科市長，接替之前在任長達23年的普洛穆斯洛夫。
1990年4月20日，因内閣變動，其首都市委書記兼市長職務由加夫里爾·波波夫接替。在葉爾欽的領導下，賽金先是擔任蘇聯機械工程部長會議主席團第一副主席，然後又擔任國家機械工程委員會副主任，但他只在那裡呆了幾個月，之後政變就發生了。
1996年至1999年，賽金擔任莫斯科政府破產委員會主席，此後直至2003年，他成為俄羅斯聯邦共產黨第三屆國家杜馬代表。 2005年，他試圖以俄羅斯聯邦共產黨的名單進入莫斯科市杜馬，但沒有成功。
近年來，賽金擔任俄共莫斯科市委主席團成員。
2024年6月8日，俄羅斯聯邦摔跤聯合會、俄羅斯國家自由式摔跤隊、女子摔跤隊和古典式摔跤隊的運動員和教練发布消息向賽金的家人和朋友表示哀悼。

## 政治主張
賽金從政期間一直都主張加強中央集權，強調大城市優先。

## 个人荣誉[5]
- 兩屆蘇聯古典式摔跤冠軍